# Крашшо, Миклош
Николас Крашшо (англ. Nicolas Krassó, настоящее имя — Миклош Крашшо (венг. Krassó Miklós), 29 ноября 1930, Будапешт — 10 января 1986, Лондон) — венгерско-британский левый философ, поэт, переводчик и политический деятель еврейского происхождения.

## Биография
Брат поэта, политического деятеля, участника восстания 1956 года и автора самиздата Дьёрдя Крашшо. В 1945 году, в 15-летнем возрасте, вступил в Венгерскую коммунистическую партию. Публикация его антиклерикальной статьи, отправленной в центральную партийную газету, дала её автору некоторую известность и в семнадцать лет он уже печатался в марксистском теоретическом журнале «Форум», который редактировал ведущий философ-марксист Дьёрдь Лукач, благодаря помощи которого он попал в Будапештский университет на философский факультет. Так Миклош Крашшо присоединился к кружку Лукача. В 1949 году был призван в вооружённые силы.
Вместе со своим другом Иштваном Месарошем переводил работы Лукача с немецкого на венгерский язык. Писал статьи в различные литературные и общественно-политические журналы, участвовал в деятельности «кружка Петёфи».

### Восстание и эмиграция
Во время Ноябрьского восстания — один из активных участников событий и ключевая фигура в организации деятельности антисталинистских левых сил. Был избран делегатом окружного революционного совета в предместьях Будапешта, на посту которого добивался формирования Центрального рабочего совета. Однако он не сумел убедить вести переговоры напрямую с представителями советских войск, а не с новым правительством Яноша Кадара, сформированным для смещения кабинета Имре Надя. Сам Миклош Крашшо рассматривал восстание как возможность порвать со сталинизмом, но слева, усиливая независимое рабочее движение и не поддаваясь на антикоммунистические провокации.
С подавлением восстания и арестом брата вынужден был эмигрировать в Австрию, а после непродолжительного пребывания в Вене перебрался в Великобританию. При помощи Исайи Берлина поступил в Оксфордский университет. Тогда же познакомился со своей первой женой, англичанкой из рабочего класса. Общаясь с новыми левыми, вышел на связь с журналом «New Left Review», в редакцию которого вошёл в 1965 году. Переводил стихотворения Аттилы Йожефа на английский язык. В 1968 году стал лектором на занятиях антиуниверситетского движения и познакомился со своей второй женой-палестинкой.
На страницах «New Left Review» участвовал в полемике с Эрнестом Манделем о марксизме Троцкого, которая затем была собрана в отдельную книгу и издана на нескольких языках. Изучал произведения раннего Маркса, Троцкого, проблему идеологии в марксизме и деятельность Иштвана Бибо.
Погиб в результате пожара, вспыхнувшего у него дома.

## Книги
- Trotsky: The Great Debate Renewed. — New Critics Press, 1972.